# FK Swetlahorsk
Der FK Swetlahorsk ist ein belarussischer Fußballverein aus Swetlahorsk.

## Geschichte
Der FK Swetlahorsk gründete sich im Sommer 2021 kurz nachdem der 1971 gegründete FK Khimik Swetlahorsk Konkurs anmelden musste und sich aus finanziellen Gründen trotz sportlich erreichten Klassenerhalts aus der zweitklassigen Perschaja Liha zurückzog. Der neue Klub erhielt das Startrecht in der drittklassigen Druhaja Liha, wo er in der Staffel für die Homelskaja Woblasz antrat und als Tabellenfünfter in der ersten Spielzeit den Aufstieg deutlich verpasste. Auch im Landespokal 2022/23 kam die Mannschaft nicht über die Vorrunde hinaus.